# Gymnasium der Stadt Lennestadt
Das Gymnasium der Stadt Lennestadt (GymSL) ist ein Gymnasium in Lennestadt-Altenhundem mit knapp 800 Schülern. Die Bildungseinrichtung beschäftigt rund 75 Lehrkräfte; Schulträger ist die Stadt Lennestadt.

## Geschichte
Die Schule wurde 1911 als Rektoratsschule in Altenhundem eröffnet. Hintergrund für die Gründungsbestrebungen seit 1902 waren fehlende höhere Bildungsmöglichkeiten im östlichen Teil des Kreises Olpe. Die ersten Räume befanden sich zunächst in einer ehemaligen Zigarrenfabrik. Ein Neubau, „Himbeerpenne“ genannt, folgte 1914. Als Zusatzgebäude wurde die Lenneschule genutzt.
Weil der damalige Rektor sich weigerte, eine Hakenkreuzfahne zu hissen, wurde er zur Zeit des Nationalsozialismus strafversetzt. 1942 wurde die Schule in eine Gemeindeoberschule umgewandelt. Nach dem Zweiten Weltkrieg war sie ein Progymnasium. Damit umfasste sie Gymnasialklassen bis zur Klasse 10. Abschluss war die Mittlere Reife. Zur Ablegung des Abiturs mussten die Schüler in eine andere Stadt wechseln.
1953 bezog die Schule den heutigen Standort „Biertappen“. Der Grundriss der Schule wurde patentiert.
Seit 1963 ist die Schule ein neusprachliches Vollgymnasium. Gerhard Junge war von 1971 bis 1979 Direktor der Schule. In jener Zeit nahm die Bedeutung der Naturwissenschaften stark zu. Heute bemüht sich die Schule um eine praxisnahe Ausbildung und der Zusammenarbeit mit der Wirtschaft. Lehrer und Mitarbeiter eines örtlichen Industrieunternehmens kommen zur Planung und Durchführung von wirtschaftsnahen Projekten zusammen.
1987 wurde mit dem „Kunsttempel“ ein eigenes Gebäude für den Kunstunterricht erbaut. Weitere Erweiterungen der Baulichkeiten erfolgten 1994. Im neuen Eingangsbereich befindet sich ein Foucaultsches Pendel.

## Besonderheiten
Seit den 1980er Jahren diente der Schüleraustausch mit Frankreich und den 2010er Jahren mit Polen der Förderung der Völkerverständigung. Schulpartnerschaften bestehen mit dem Collège Albert Camus in Neuville-les-Dieppe, dem Collège Claude Monet in St. Nicolas d’Aliermont beide in Frankreich sowie dem Gimnazjum No. 3 Tomasa Morusa in Otwock in Polen.
Seit den 1990er Jahren existierte ein Projekt zur Hilfe von Straßenkinder in Brasilien als eine Initiative von Schülern und Lehrern.
Zu den besonderen Unterrichtsangeboten gehören Bläserklassen, verschiedene Arbeitsgemeinschaft. Darunter ist seit 1990 der Krankenhausfunk „Radio Lennestadt“. Zusammen mit dem örtlichen Verband der Funkamateure betreibt die Schule seit 2007 eine Wetterstation.
Die Schule beteiligt sich intensiv am Prozess Agenda 21 und wurde 2008 vom Projekt „Schule der Zukunft – Bildung für Nachhaltigkeit der Natur- und Umweltschutzakademie NRW“ für verschiedene Projekte ausgezeichnet.

## Bauten

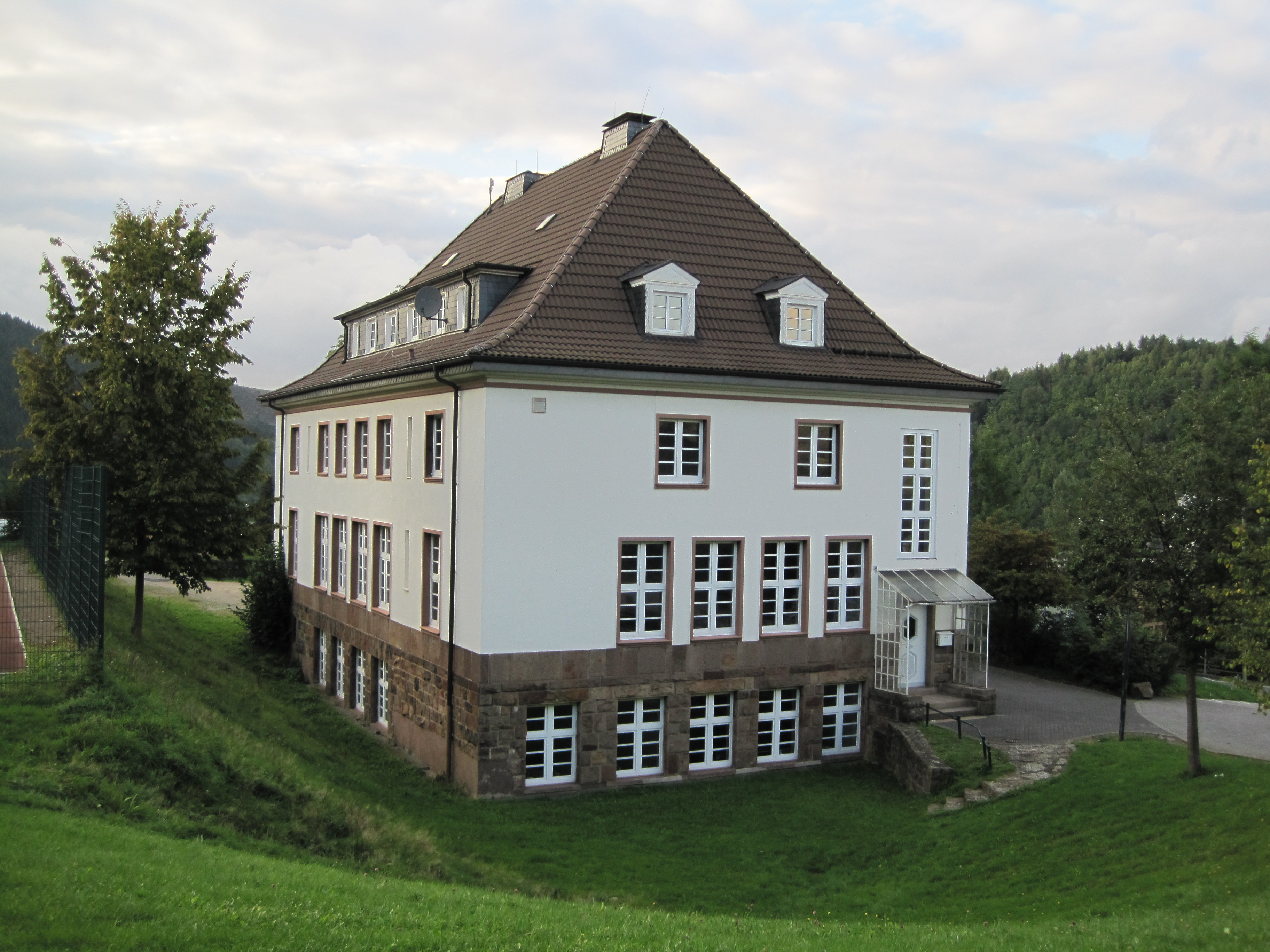
„Kunsttempel“

Im Wesentlichen besteht das Gymnasium heute aus sieben Gebäuden bzw. Gebäudeteilen. Den A-, B- und C-Block, die jeweils miteinander verbunden sind, einem separaten D-Block, zwei Sporthallen und dem „Kunsttempel“, einem einzelnen Gebäude für den Kunstunterricht. Dieser ist mit der neueren Turnhalle direkt verbunden. Die Schule verfügt außerdem über drei Computerräume, zwei neu renovierten Physikräumen, einen Kinoraum, eine Filmwerkstatt, eine neue Cafeteria, eine Bibliothek und eine Kletterwand.

## Bekannte Angehörige
Schulleiter:
- Peter Hattig, ehemaliger Handballnationalspieler; Schulleiter von 1992 bis 2003

Lehrer:
- Eva-Maria Houben, Komponistin, Organistin, Pianistin, Musikwissenschaftlerin und Hochschullehrerin; Lehrerin für Musik und Deutsch von 1984 bis 1986
- Petra Weschollek, ehemalige Biathletin, Sportwissenschaftlerin; Lehrerin für Sport und Französisch

Schüler:
- Ulrich Braukämper, Völkerkundler und Hochschullehrer; Schüler von 1954 bis 1959
- Reiner Rohlje, Unternehmer und Politiker (ALFA); Schüler von 1969 bis 1975
- Hanna Scholz, Schauspielerin und Model
- Benni Bauerdick, Radiomoderator bei 1LIVE; Abitur 2008
- Gregor Kaiser, Landtagsabgeordneter Kreis Olpe; Abitur 1994